# Tôi thấy hoa vàng trên cỏ xanh
Pour plus de détails, voir Fiche technique et Distribution.
Tôi thấy hoa vàng trên cỏ xanh est un film dramatique musical vietnamien réalisé par Victor Vũ et sorti en 2015.
Il s'agit d'une adaptation du roman éponyme de l'écrivain vietnamien Nguyễn Nhật Ánh (vi).

## Synopsis
Il s'agit d'un film d'amour et d'affection sur une famille et l'adolescence de chacun d'entre eux. Tường est un garçon innocent et adorable tandis que son frère Thiều est égoïste et têtu. Outre la fraternité remplie d'amour, de haine, d'envie, de regrets et d'expiation,... il s'agit aussi d'amitié, de souvenirs d'enfance d'enfants vivant dans la pauvreté dans la région moyenne du Vietnam pendant les années 1980. Il y a des bagarres, des jeux d'enfants, des rêves remplis d'images de prince et de princesse, et leur premier coup de foudre...

## Fiche technique
- Titre original vietnamien : Tôi thấy hoa vàng trên cỏ xanh (litt. « Je vois des fleurs jaunes sur l'herbe verte »)[2],[3],[4],[5]
- Réalisation : Victor Vũ
- Scénario : Việt Linh (vi), Victor Vũ, Đoàn Nhật Nam[1]
- Photographie : K'Linh (vi)
- Montage : Thang Vu, Nguyen Duc Minh, Vo Dinh Hoang
- Musique : Christopher Wong, Garrett Crosby
- Production : Trịnh Thị Thanh Tâm, Nguyễn Cao Tùng
- Société de production : Galaxy Media & Entertainment, Saigon Concert, Phương Nam Film
- Pays de production :  Vietnam
- Langue originale : vietnamien
- Format : couleurs - 2,35:1 - son Dolby Digital
- Durée : 92 minutes
- Genre : drame musical
- Date de sortie :
  - France : mai 2015 (Festival de Cannes 2015)[6]
  - Viêt Nam : 2 octobre 2015

## Distribution
- Thinh Vinh : Thieu
- Trong Khang : Tuong
- Thanh My : Mận
- Le Vinh : le père de Thieu et Tuong
- Truong Tu Lien : la mère de Thieu et Tuong
- Nguyen Anh Tu : oncle Dan
- Khánh Hiền (vi) : Vinh
- Mai Thế Hiệp (vi) : professeur Nhan
- Le Binh (vi) : M. Nam
- Mai Tran : Tam Tang
- Mon Anh : Nhi
- Cong Huan : Sơn
- Tan Thi : Xung